# Zonnebloempit

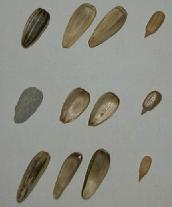
Zonnebloempitten

Een zonnebloempit is botanisch gezien een vrucht van de zonnebloem (Helianthus annuus), wordt meestal "zaad" genoemd.
Zonnebloempitten zijn rijk aan vezels en onverzadigde vetzuren, en zijn eetbaar nadat ze ontdaan zijn van hun vruchtwand. Uit zonnebloempitten wordt door persing zonnebloemolie gewonnen.
Voor commerciële doeleinden worden zonnebloempitten ingedeeld naar het patroon van hun schil. 
Pitten met volledig zwart schillen worden 'zwarte olie-zonnebloempitten' genoemd. Deze pitten worden geperst om er zonnebloemolie uit te winnen. Verder worden deze pitten beschouwd als de geschiktste pitten voor vogelvoer.
Pitten met gestreepte schillen worden 'gestreepte zonnebloempitten' genoemd. Deze zonnebloempitten bevatten minder olie dan 'zwarte-olie-zonnebloempitten'. Hierdoor zijn ze minder geschikt om er olie uit te winnen, maar juist geschikter om te dienen als voedsel, bijvoorbeeld in de vorm van snacks. Behalve zwarte en gestreepte zijn er ook witte zonnebloempitten.
Vooral in landen rond de Middellandse Zee worden zonnebloempitten veel gegeten. Zonnebloempitten worden, al of niet gepeld, los verkocht als versnapering. Zonnebloempitten worden gedroogd, eventueel geroosterd om ze langer houdbaar te maken, en eventueel met zout of meel omgeven. Overconsumptie van ongepelde zonnebloempitten kan leiden tot ernstige obstipatie.
Ook aan deegproducten, zoals aan brood, kunnen zonnebloempitten worden toegevoegd.

## Winning
| Voornaamste producenten van zonnebloempitten (2017) (miljoen ton) | Voornaamste producenten van zonnebloempitten (2017) (miljoen ton) |
| ----------------------------------------------------------------- | ----------------------------------------------------------------- |
| Oekraïne                                                          | 12,2                                                              |
| Rusland                                                           | 10,5                                                              |
| Argentinië                                                        | 3,5                                                               |
| Roemenië                                                          | 2,9                                                               |
| China                                                             | 2,6                                                               |
| Bulgarije                                                         | 2,1                                                               |
| Turkije                                                           | 2,0                                                               |
| Hongarije                                                         | 1,9                                                               |
| Frankrijk                                                         | 1,6                                                               |
| Verenigde Staten                                                  | 1,0                                                               |
| Totaal wereld                                                     | 47,9                                                              |

De zonnebloempitten worden al duizenden jaren gewonnen, oorspronkelijk in Mexico en Peru. Indianen gebruiken ze al meer dan 5.000 jaar. De Spaanse conquistadores brachten de zonnebloempitten naar Europa.
Uit een zonnebloempit kan een plant groeien, die zelf honderden zonnebloempitten oplevert. Indien ze het gehele seizoen worden verbouwd, kunnen grote zonnebloemen bij de oogst meer dan 1100 kg per ha opleveren. In sommige delen van de Verenigde Staten kunnen zonnebloemen ook een dubbele oogst opleveren als zij tweemaal worden gezaaid, maar het is niet aan te bevelen om zonnebloemen vaker dan een keer in de drie of vier jaren in hetzelfde gebied te laten opkomen.
Behalve voor menselijke consumptie zijn zonnebloempitten ook in de handel als voer voor huisdieren; bijvoorbeeld hamsters, cavia's, konijnen en vogels. De zwarte zonnebloempitten zijn voor het voeren van de buitenvogels geschikter dan de gestreepte variant. Door het aanzienlijk hogere oliegehalte halen de vogels hier meer energie uit en zijn ze makkelijker open te breken door een dunnere schil. 
Verder worden ze ook verkocht om zonnebloemen te kweken.